# بيل وارويك (لاعب هوكي الجليد)
بيل وارويك هو لاعب هوكي الجليد كندي، ولد في 17 نوفمبر 1924 في ريجاينا في كندا، وتوفي في 3 أكتوبر 2007.

## وصلات خارجية
- بيل وارويك على موقع دوري الهوكي الوطني (الإنجليزية)
- بيل وارويك على موقع قاعة مشاهير الهوكي (لاعب أن.إتش.أل) (الإنجليزية)
- بيل وارويك على موقع EliteProspects.com (الإنجليزية)
- بيل وارويك على موقع HockeyDB.com (الإنجليزية)
- بيل وارويك على موقع Hockey-Reference.com (الإنجليزية)